# Йоганн фон Рафенштайн
Йоганн фон Рафенштайн (нім. Johann von Ravenstein; нар. 1 січня 1889, Штрелєн, Сілезія — пом. 26 березня 1962, Дуйсбург, Північний Рейн-Вестфалія) — німецький воєначальник часів Третього Рейху, генерал-лейтенант (1941) Вермахту. Кавалер Pour le Mérite (1918) та Лицарського хреста Залізного хреста (1940). Учасник Першої та Другої світових війн. 28 листопада 1941 року узятий у полон новозеландськими вояками у ході операції «Крусейдер» і перебував у таборі для військовополонених до 1947 року.

## Біографія
Йоганн фон Рафенштайн народився 1 січня 1889 року у сілезькому місті Штрелєн у військовій сім'ї.
Військова кар'єра
- 1903 — фенрих
- 24 березня 1909 — лейтенант
- 15 червня 1915 — обер-лейтенант
- червень 1918 — гауптман
- 1 травня 1934 — майор
- 1 жовтня 1936 — оберст-лейтенант
- 1 серпня 1939 — оберст
- 20 травня 1941 — генерал-майор
- 1 жовтня 1943 — генерал-лейтенант[1]

Серед його предків було багато офіцерів прусської армії. У 1909 він закінчив військову академію у Грос-Ліхтерфельд, з отриманням військового звання лейтенант та призначенням до 7-го гренадерського полку короля Вільгельма I у Легниці. Незабаром переведений до 155-го прусського піхотного полку в Остров.
Першу світову війну фон Рафенштайн зустрів на посаді ад'ютанта батальйону, воював на Західному фронті, брав участь у битвах за Верден, на Соммі, у в Шампані. У 1916 році відзначений орденом дому Гогенцоллернів із мечами. У 1918 році командир 1-го батальйону 37-го західно-прусського фузилерного полку фон Штеймеца під час масштабного Весняного наступу кайзерівської армії. 27 травня 1918 його батальйон прорвав укріплені позиції противника поблизу Суассона. У цих боях Йоган фон Рафенштайн відзначився, захопивши важливий міст через Ену біля Бур-е-Комен, близько 1 500 полонених та 32 гармати. За цей подвиг молодий офіцер був удостоєний ордена Pour le Mérite.
31 березня 1920 року він звільнився з лав збройних сил та вступив до університету, де вивчав політологію. Згодом став електриком у компанії в Дуйсбурзі та працював у міській адміністрації. У 1934 повернувся до армії й у званні майора прийнятий до 60-го піхотного полку. 1 жовтня 1936 підвищений до оберст-лейтенанта, а 1 серпня 1939 — оберста.
З початком Другої світової війни на передовій, брав участь у Польській кампанії, наступного року — у Франції. За проявлену сміливість та хоробрість удостоєний Лицарського хреста Залізного хреста.
З квітня 1941 року Йоганн фон Рафенштайн брав участь у боях у Греції, за що отримав звання генерал-майора. З 20 травня по 29 листопада 1941 — командир 21-ї танкової дивізії у складі Африканського експедиційного корпусу генерала Роммеля, що воювала на півночі Африки проти британських військ.
28 листопада 1941 року під час боїв за пункт 175 генерал Йоган фон Рафенштайн був захоплений у полон новозеландськими вояками (того ж дня ці новозеландці самі опинилися у німецькому полоні).
Попервах першого німецького генерала, захопленого в полон, перевезли до Південної Африки, де тримали у тимчасовому таборі в Пітермаріцбурзі в провінції Наталь. Звідтіля його перекинули до Канади, де він провів тривалий час у таборах військовополонених, спочатку в Бовменвілі (Кларінгтон, Онтаріо), а згодом у Гранделінь, штат Квебек, та Фарнем. Через два роки, 1 жовтня 1943 року, коли фон Рафенштайн був вже у полоні, Гітлер підвищив воєначальника до військового звання генерал-лейтенант. У червні 1946 року його перекинули до табору Айленд Фарм, в Уельсі. У листопаді 1947 його репатріювали до Німеччини.
Йоганн фон Рафенштайн  помер 26 березня 1962 року в Дуйсбурзі у віці 74 роки.

## Нагороди

### Перша світова війна
- Залізний хрест 2-го і 1-го класу
- Лицарський хрест королівського ордена дому Гогенцоллернів з мечами (26 лютого 1917)
- Pour le Mérite (23 червня 1918)
- Нагрудний знак «За поранення» в сріблі

### Міжвоєнний період
- Бойова відзнака командування 5-го армійського корпусу
- Почесний хрест ветерана війни з мечами
- Медаль «За вислугу років у Вермахті» 4-го класу (4 роки)
- Медаль «У пам'ять 1 жовтня 1938»

### Друга світова війна
- Застібка до Залізного хреста 2-го і 1-го класу
- Лицарський хрест Залізного хреста (3 червня 1940)